# Niepoort
Niepoort is de naam van een porthuis - gevestigd in Vila Nova de Gaia - dat door de Nederlander Eduard Kebe in 1842 is opgericht en in 1847 Franciscus Marius van der Niepoort als zakenpartner kreeg. Omdat Kebe niet lang daarna overleed kwam het porthuis in volledig eigendom van de familie Van der Niepoort.
De tegenwoordige (2012) wijnmaker is Dirk van der Niepoort (1964) en daarmee de 5e generatie. Zijn zus Verena is uitvoerend directeur per 2005. Men maakt er jaarlijks zo’n half miljoen flessen port en is daarmee een van de kleinere porthuizen. Hun port wordt als merk tot de meer zoetere beoordeeld. Er worden alle gebruikelijke typen  geproduceerd, maar vooral veel Colheita’s.

Gedurende de 5 generaties Van der Niepoort, heeft de familie Nogueira eveneens met 5 generaties het porthuis Niepoort bijgestaan met keldermeesters.
Sinds de jaren 90 van de 20e eeuw maakt men er ook gewone rode- en witte wijn.
De vinificatie van al hun wijnen vindt plaats in Vale de Mendiz.
Er worden - zoals veel andere porthuizen - druiven ingekocht van diverse quinta’s - dat zijn boerenbedrijven die druiven verbouwen - in de Dourovallei. Dit in tegenstelling tot de “single quinta’s” die naast de verbouw van druiven ook zelf hun wijn maken. De ingekochte druiven komen wel allemaal van A-klasse wijngaarden.
Voorheen had Niepoort geen eigen quinta’s. In de jaren 80 zijn er de eerste aangekocht: Quinta do Carril, Quinta de Nápoles en Quinta do Passadouro. Deze laatste is overigens sinds 2003 een aparte onderneming van de Duitser Dieter Bohrmann.

## Typen port
Witte port
- White
- Dry White
- Old White 10 years old

Rode port
- Ruby
- Junior Tinto - Type Ruby

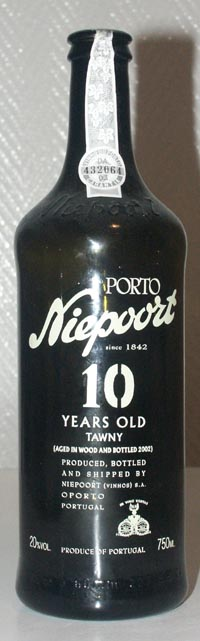

- Secundum Vintage - Type Ruby. Samengesteld uit meerdere oogstjaren waardoor er geen jaartal op de fles wordt vermeld. Maximaal 2 jaar rijping op pipe. De wijn rijpt verder op fles.
- Crusted
- Tawny
- Senior Tawny
- Tawny 10 years old
- Tawny 20 years old
- Tawny 30 years old
- Colheita
- Late Bottled Vintage (LBV)
- Vintage
- Bioma Vintage (de eerste botteling onder de noemer Pisca Vintage) - Biologisch en langer dan de “gewone” Vintage op fust gerijpt.
- Ruby Dum &  Tawny Dee - Twee flessen in een proefcombinatie om het verschil tussen Ruby en Tawny port duidelijk te presenteren.